# 精靈樂章Online
《精靈樂章》

## 外部連結
- （繁體中文）精靈樂章Online （页面存档备份，存于） - 台灣官方網站
- （英文）精靈樂章 英語版 （页面存档备份，存于） - 美國官方網站
- （英文）精靈樂章 （页面存档备份，存于） - 伺服器源代碼